# Henricus Requisens
Der heilige Henricus Requisens (Namenstag 19. Juli; † 1613), auch Henricus Requias de Thenis, starb als Mitglied des Franziskanerordens im Jahre 1613 in Trier.